# Nadine Fest
Pour les articles homonymes, voir Fest.
Nadine Fest, née le 28 juin 1998 à Villach en Autriche, est une skieuse alpine autrichienne polyvalente, triple vainqueur du classement général de la coupe d'Europe.

## Biographie
Elle se révèle lors des Jeux olympiques de la jeunesse d'hiver de 2016 avec le titre en super G. L'année suivante, elle confirme sa précocité et obtient deux titres aux Championnats du monde junior 2017 en super G et combiné.
Elle fait ses débuts en Coupe du monde en octobre 2017 au slalom géant de Sölden. Elle marque ses premiers points le mars qui suit à Crans Montana, avec une 24e place sur le super G. Le lendemain, elle est onzième du combiné au même endroit.
En décembre 2018, elle est douzième de la descente de Val Gardena, pour ses premiers points dans cette discipline.
Elle remporte largement (avec plus de 350 points d'avance) l'édition 2019-2020 de la coupe d'Europe en même temps que les titres en descente, super G et combiné. Sa victoire au général lui assure une place en coupe du monde pour la saison 2020-2021 dans toutes les disciplines.
En 2023 elle devient la troisième femme à remporter deux fois le classement de la Coupe d'Europe après Marianna Salchinger (1997 et 1998) et Anna Fenninger (2006 et 2007). Puis en 2025 elle devient la première skieurs, hommes et femmes confondus, à remporter ce classement.

## Palmarès

### Championnats du monde junior
| Épreuve / Édition        | Descente | Super G | Slalom géant | Slalom | Combiné |
| Mondiaux junior 2017 Åre | 8e       | Or      | 6e           | 9e     | Or      |

### Jeux olympiques de la jeunesse d'hiver
| Épreuve / Édition    | Super G | Slalom géant | Slalom | Combiné |
| JOJ 2016 Lillehammer | Or      | 8e           | 4e     | 4e      |

### Coupe du monde
- Meilleur classement général : 84e en 2021[3].
- Meilleur résultat : 11e (combiné de Crans-Montana le 4 mars 2018).

#### Classements en Coupe du monde
| Année/Classement | Année/Classement | Général | Général | Descente | Descente | Super G | Super G | Combiné | Combiné |
| ---------------- | ---------------- | ------- | ------- | -------- | -------- | ------- | ------- | ------- | ------- |
| Année/Classement | Année/Classement | Class.  | Points  | Class.   | Points   | Class.  | Points  | Class.  | Points  |
| 2018             | 2018             | 94e     | 31      | -        | -        | 47e     | 7       | 22e     | 24      |
| 2019             | 2019             | 96e     | 24      | 38e      | 24       | -       | -       | -       | -       |
| 2020             | 2020             | 98e     | 24      | -        | -        | 45e     | 9       | 28e     | 15      |
| 2021             | 2021             | 84e     | 35      | 38e      | 13       | 38e     | 22      | -       | -       |

### Coupe d'Europe
- Classement général : Vainqueur en 2020 et 2023[2];
- Descente : Vainqueur en 2020 et 2023[2];
- Super G : Vainqueur en 2017 et 2020[2];
- Combiné : Vainqueur en 2017 et 2020[2];
- 38 podiums, 17 victoires (8 en descente, 7 en super G et 2 en combiné)[4].

Palmarès à l'issue de l'hiver 2023-2024

#### Classements
| Saison / Épreuve | Saison / Épreuve | Général | Général | Descente | Descente | Super G | Super G | Géant  | Géant  | Slalom | Slalom | Combiné | Combiné |
| ---------------- | ---------------- | ------- | ------- | -------- | -------- | ------- | ------- | ------ | ------ | ------ | ------ | ------- | ------- |
| Saison / Épreuve | Saison / Épreuve | Class.  | Points  | Class.   | Points   | Class.  | Points  | Class. | Points | Class. | Points | Class.  | Points  |
| 2017             | 2017             | 3e      | 910     | 16e      | 90       | 1re     | 344     | 12e    | 175    | 25e    | 81     | 1re     | 220     |
| 2018             | 2018             | 7e      | 663     | 6e       | 222      | 3e      | 285     | 28e    | 76     | -      | -      | 6e      | 80      |
| 2019             | 2019             | 66e     | 125     | 19e      | 80       | 24e     | 45      | -      | -      | -      | -      | -       | -       |
| 2020             | 2020             | 1re     | 1116    | 1re      | 380      | 1re     | 500     | 28e    | 56     | -      | -      | 1re     | 180     |
| 2021             | 2021             | 21e     | 255     | 2e       | 160      | 10e     | 95      | -      | -      | -      | -      | -       | -       |
| 2022             | 2022             | 82e     | 90      | 22e      | 90       | -       | -       | -      | -      | -      | -      | -       | -       |
| 2023             | 2023             | 1re     | 836     | 1re      | 506      | 5e      | 314     | 53e    | 16     | -      | -      | -       | -       |
| 2024             | 2024             | 43e     | 162     | 10e      | 136      | 40e     | 26      | -      | -      | -      | -      | -       | -       |